# サクコイ
『サクコイ』（SAKUKOI）は、10ANTZが2023年7月19日にリリースした櫻坂46の恋愛ゲーム。iOS、Android対応。利用料無料。

## 概要
サクコイは「櫻坂46と何度も恋する」をコンセプトに、時を越え、大人時代と学生時代の櫻坂46をタイムリープしながら物語を描いてゆく恋愛ゲーム。
恋愛ゲーム『乃木恋』『ひなこい』を運用する10ANTZが、2023年7月19日にリリースし、App Store無料ゲームランキングで1位を獲得した。
2024年3月22日、登場メンバーに3期生11名が追加された。

## ゲーム内容
ゲーム内には櫻坂46メンバーの写真、映像、ボイスなどが収録され、定期的にイベントを開催、上位にランクインするとゲーム内に出演する櫻坂46メンバーのカード、グッズなどの景品を入手できる。また、上位にランクインしなくとも、公式アカウントをフォローおよびリポストすることでメンバーの直筆サイン入りチェキを抽選で入手でき、リリース前の事前登録者にはポストカード、直筆サイン入りポスターがプレゼントされた。

## 出演者
出演メンバー
- 上村莉菜
- 小池美波
- 齋藤冬優花
- 井上梨名
- 遠藤光莉
- 大園玲
- 大沼晶保
- 幸阪茉里乃
- 武元唯衣
- 田村保乃
- 藤吉夏鈴
- 増本綺良
- 松田里奈
- 森田ひかる
- 守屋麗奈
- 山﨑天
- 石森璃花
- 遠藤理子
- 小田倉麗奈
- 小島凪紗
- 谷口愛季
- 中嶋優月
- 的野美青
- 向井純葉
- 村井優
- 村山美羽
- 山下瞳月

元出演メンバー
- 小林由依
- 土生瑞穂